# Притыка, Дмитрий Никитович
Дмитрий Никитович Притыка (укр. Дмитро Микитович Притика; 2 января 1942, село Мусияки, Иванковский район, Киевская область, Украинская ССР — 17 сентября 2020) — украинский учёный-правовед, судья и государственный деятель.
Доктор юридических наук (2003), академик Национальной академии правовых наук Украины (2009). Заслуженный юрист Украины (1992). Соавтор Конституции Украины и ряда Законов Украины.
Главный государственный арбитр Украинской ССР (1989—1991), председатель Высшего хозяйственного суда Украины (1991—2006). Народный депутат Верховной Рады Украины V  (2006—2007) и VI (2007—2012) созывов.
Умер на 79-м году жизни 17 сентября 2020 года. Похоронен на центральной аллее Байкового кладбища (участок № 42а).

## Научная деятельность
- Лукаш О., Притика Д. Належне фынансування суддів — гарантія їх незалежності (укр.) // Право України : журнал. — 2007. — № 2. — С. 12—13. — ISSN 0132-1331.